# جنگ صلیبی اسکندریه
جنگ صلیبی اسکندریه (انگلیسی: Alexandrian Crusade) که با عنوان غارت اسکندریه نیز شناخته می‌شود، در اکتبر ۱۳۶۵ و با رهبری پیتر یکم قبرس علیه شهر اسکندریه در مصر رخ داد که با پیروزی صلیبیون همراه بود و آنها پس از غارت شهر و کنترل شهر به مدت ۳ روز، شهر را رها کردند.